# Jerzy Afanasjew
Jerzy Afanasjew (ur. 11 września 1932 w Wilnie, zm. 26 września 1991 w Gdańsku) – polski pisarz–dramaturg, prozaik, poeta, satyryk, reżyser filmowy, teatralny i telewizyjny.

## Życiorys
Urodził się w rodzinie Jerzego, inżyniera kolejnictwa, i Ireny Teresy z domu Bolińskiej. Absolwent Państwowej Wyższej Szkoły Sztuk Plastycznych w Sopocie (1960) i Państwowej Wyższej Szkoły Filmowej w Łodzi (1965, dyplom 1974). Studiował także na Wydziale Architektury Politechniki Gdańskiej. Współtwórca i kierownik literacki teatru studenckiego Bim-Bom, z którym był związany w latach 1954–1958. Współtworzył też Cyrk Rodziny Afanasjeff i teatrzyk Cyrk Tralabomba.
Jako poeta debiutował na łamach prasy literackiej w 1958 roku. Był autorem ponad 30 książek (poezja i proza), m.in. Listów do Przekroju i biografii Zbigniewa Cybulskiego pt. Okno Zbyszka Cybulskiego, prawie 40 spektakli teatralnych i telewizyjnych oraz filmów fabularnych. Został wyróżniony kilkoma nagrodami w konkursach poetyckich. Członek Komitetu Budowy Pomnika Ofiar Grudnia 1970 w Gdyni. Należał m.in. do PEN Clubu i Stowarzyszenia Pisarzy Duńskich. Był członkiem PZPR do grudnia 1981 (w latach 1973–1979 członek komisji kultury Komitetu Wojewódzkiego w Gdańsku). Od 1977 do 1979 r. radny Wojewódzkiej Rady Narodowej w Gdańsku. 
Od 1973 r. był prezesem gdańskiego oddziału Stowarzyszenia Filmowców Polskich, w latach 1973–1982 głównym reżyserem TV Gdańsk.
26 lutego 1958 r. poślubił Alinę (1930–2018), bliźniaczkę Ryszarda Ronczewskiego, scenografkę teatralną i telewizyjną, działaczkę społeczna „Solidarności” i samorządu w Sopocie. Ich synem jest Jerzy Włodzimierz Afanasjew (ur. 1967), producent i reżyser filmów dokumentalnych, reżyser teatralny, scenarzysta, dziennikarz radiowy i telewizyjny. 
Zmarł w Gdańsku, pochowany na cmentarzu katolickim w Sopocie (kwatera F5-3-6).

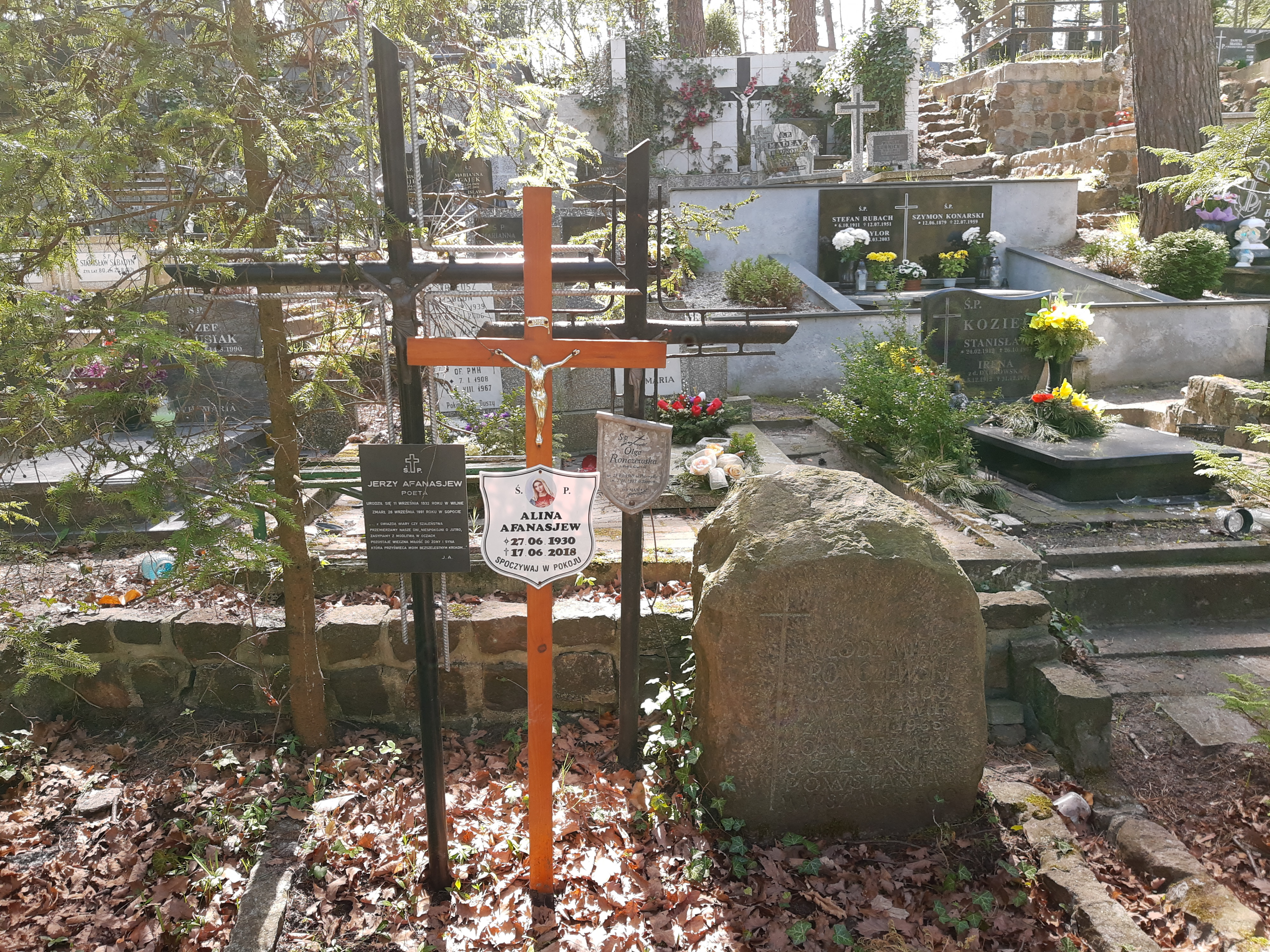
Grób Jerzego i Aliny Afanasjewów na cmentarzu katolickim w Sopocie

## Twórczość
Twórczość Afanasjewa, w szczególności zbiory opowiadań, nacechowana jest surrealizmem i bajkowością. Wykorzystywał elementy groteski, absurdu i fantastyki. Występują tu nieistniejące światy, ale i postacie – kreślone zwykle w sposób przerysowany – są obdarzane zwykle dziwacznymi imionami („Jakiś Którędy”, „Abraham Ssak” czy „Jowesz Jowel”) i takimi też przygodami. Atmosfera groteski tej prozy współgra z jej lirycznym i nierzadko pesymistycznym przesłaniem.

### Utwory dla dzieci
- Czarodziejski młyn (1961, Wydawnictwo Morskie; na podstawie powstał film animowany, sztuka teatralna lalkowa w 1972, także pokazywana w telewizji i kilka bajek muzycznych) wespół z Aliną Afanasjew[4]
- Zegarowy król (1962, Instytut Wydawniczy Nasza Księgarnia)
- Baśnie (1971)[2]
- Babcia i słoń (1972; wspólnie z Aliną Afanasjew)[2]

### Inne utwory
- Księżycowy pierścień (1959, Wydawnictwo Morskie) poezje[4]
- Mucha i anioł (1959, Państwowe Wydawnictwo Iskry: Biblioteka „Stańczyka”) satyry[2]
- Gałązka światła (1962, Państwowe Wydawnictwo Iskry) poezje[2]
- O człowieku, który witał się nogą (1962, Wydawnictwo Łódzkie) satyry[2]
- Rozumny rogacz. Satyry i komedie (1964, Wydawnictwo Literackie) opowiadania[2]
- Listy do „Przekroju” (1967, Wydawnictwo Łódzkie – w tomie zbiorowym Pięć śmiechów głównych) satyry[2]
- Przedmieście Nigdy (1968, Wydawnictwo Literackie) opowiadania/satyry[2]
- Sezon kolorowych chmur. Z życia gdańskich teatrzyków 1954–1964 (1968, Wydawnictwo Morskie)[2]
- Okno Zbyszka Cybulskiego. Brulion z życia aktora filmowego połowy XX wieku (1970)[2]
- Mam w nosie lorda, proszę pana, (1971, Wydawnictwo Łódzkie) powieść[2]
- Szklarz wieczności (1974) opowiadania
- Chimery (1976) opowiadania
- Radosna twórczość (1976) powieść
- Ja jestem tobą (1977) powieść
- Poczta Afanasjewa (1979) satyry[12]
- Zamknięci w deszczowej windzie (1981) poezje[13]
- Biurowiec (1982) opowiadania[14]
- Ręka o trzech palcach (1982) poezje[15]
- Lustro porosłe mchem (1985) opowiadania[16]
- Relief (1985) poezje[17]
- Każdy ma inny świat (1986) wspomnienia
- Nos poety (1987) satyry[18]
- Zabawa w myśli (1989) opowiadania[19]

## Ordery i odznaczenia
- Krzyż Kawalerski Orderu Odrodzenia Polski (1980)
- Złoty Krzyż Zasługi (1976)
- Medal 30-lecia Polski Ludowej (1974)
- Medal Księcia Mściwoja II (pośmiertnie, 1998)[20]
- Odznaka 1000-lecia Państwa Polskiego (1966)
- Odznaka „Zasłużony Działacz Kultury” (1973)[21]
- Odznaka honorowa „Zasłużonym Ziemi Gdańskiej” (1967)[22]
- Odznaka „Sprawny do Pracy i Obrony” (1950, 1951)
- Złota Odznaka ZSP (1960)
- Odznaka „Za Zasługi dla Gdańska” (1962)[23]

Źródło:.

## Nagrody
- Nagroda Rektora PWSSP w Gdańsku za projektowanie w roku akademickim 1957/1958 (1958)
- II wyróżnienie III Ogólnopolskiego Konkursu Poetyckiego o Laur Czerwonej Róży (1962)[24]
- Nagroda Ministra Kultury i Sztuki za film dokumentalny „Getto ciszy” (1964)
- „Order Stańczyka” – honorowe wyróżnienie miesięcznika „Litery” (1971)
- Nagroda Wojewody Gdańskiego za osiągnięcia w latach 1979–1980 (1980)

Źródło:.